# Лазарево (Смоленская область)
Лазарево — деревня в Починковском районе Смоленской области России. Входит в состав Лосненского сельского поселения. Население — 17 жителей (2007 год). 
Расположена в центральной части области в 16 км к северо-западу от Починка, в 2,5 км восточнее автодороги А141 Орёл — Витебск, на берегу реки Россажа. В 6 км северо-восточнее деревни расположена железнодорожная станция Панская на линии Смоленск — Рославль. 

## История
В годы Великой Отечественной войны деревня была оккупирована гитлеровскими войсками в июле 1941 года, освобождена в сентябре 1943 года.
В 1914 году в Лазарево родился Герой Советского Союза лётчик Марк Николаевич Марченков.